# ヴェルギナの太陽

1992年から1995年までの「マケドニア共和国」の旗

ヴェルギナの太陽（ヴェルギナのたいよう、英: Vergina Sun）は、古代マケドニア王国の象徴である太陽の紋章である。旧マケドニア（現北マケドニア）の国旗にも描かれていた。

## 名称
英語ではVergina Sun、ギリシャ語では Ήλιος της Βεργίνας、日本ではヴェルギナの太陽またはヴェルギナの星と呼ぶ。また、マケドニアの星またはアルゲイドの星としても知られている。

## 概要

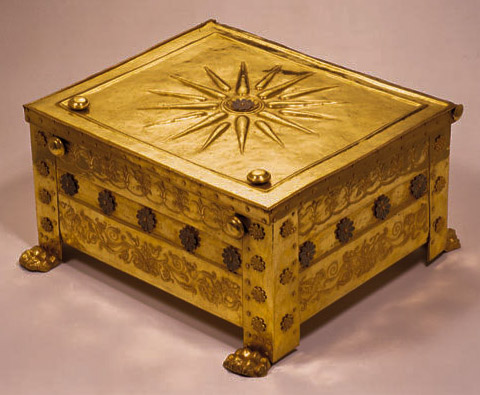
ヴェルギナの太陽が意匠として施されている黄金のラルナクス。古代ギリシア

紀元前6世紀から2世紀の間に古代ギリシャの芸術に最初に現れた光線状の太陽のシンボルである。同じ期間の同等のシンボルは様々な16、12、8、まれに6つの光線を持っており、その何本かの光線の間に、16ほどのの三角形の光線を放つ。
「ヴェルギナの太陽」という名前は、1970年代後半にギリシャ北部の小さな町ヴェルギナ（マケドニアの旧都）とその周辺で行われた考古学的な発掘調査の後に広く使われるようになった物である。紀元前4世紀のマケドニアのまたはピリッポス3世墓で発見された金色のラルナクスに描かれていたものであり、この2人はアレクサンドロス大王の父と異母兄弟である。
古代マケドニア王国の歴史的な王家のシンボルとして暫定的に解釈されていた（古代ギリシャ美術の一般的な装飾要素ではなく）ヴェルギナの太陽は、1980年代からマケドニアのギリシャ人の間でシンボルとして一般的に使用されるようになり、1990年代にはマケドニアのギリシャ地域の3つの地域単位と自治体の公式エンブレムとして一般的に使用されるようになった。
しかし、ヴェルギナ太陽というシンボルは、1990年代前半にギリシャと新しくユーゴスラビアから1991年に独立したマケドニア共和国（現在の北マケドニア）との間で論争の対象となった。マケドニアでは、この紋章はマケドニアのナショナリズムのシンボルとして採用され、国旗にも描かれたものであったが、ギリシャ側はマケドニア王国の子孫は我々ギリシャ人であって現代のスラブ系マケドニア人ではない、と主張した。結局、1995年にマケドニアは国旗の形状を変更することに同意、ヴェルギナの太陽が意匠された旧国旗は、別の光線状の太陽のシンボルに修正された。
2018年6月17日、両国は北マケドニアの公共の場からヴェルギナの太陽を撤去することを定めたプレスパ協定に署名した。最終的に2019年7月初旬、北マケドニア政府は、考古学的遺跡を除く国内のすべての公共の場、機関、記念碑からこのシンボルを完全に撤去することを発表した。

ヴェルギナの太陽
ギリシャのマケドニア地方の旗
現在の北マケドニアの国旗